# Noroeste Cearense
Noroeste Cearense is een van de zeven mesoregio's van de Braziliaanse deelstaat Ceará. Zij grenst aan de Atlantische Oceaan in het noorden, de deelstaat Piauí in het westen en de mesoregio's Sertões Cearenses in het zuiden en Norte Cearense in het oosten. De mesoregio heeft een oppervlakte van ca. 34.561 km². Midden 2004 werd het inwoneraantal geschat op 1.254.829.
Zeven microregio's behoren tot deze mesoregio:
- Coreaú
- Ibiapaba
- Ipu
- Litoral de Camocim e Acaraú
- Meruoca
- Santa Quitéria
- Sobral

Mesoregio's: Centro-Sul Cearense · Jaguaribe · Metropolitana de Fortaleza · Noroeste Cearense · Norte Cearense · Sertões Cearenses · Sul Cearense

Microregio's: Baixo Curu · Baixo Jaguaribe · Barro · Baturité · Brejo Santo · Canindé · Cariri · Caririaçu · Cascavel · Chapada do Araripe · Chorozinho · Coreaú · Fortaleza · Ibiapaba · Iguatu · Ipu · Itapipoca · Lavras da Mangabeira · Litoral de Aracati · Litoral de Camocim e Acaraú · Médio Curu · Médio Jaguaribe · Meruoca · Pacajus · Santa Quitéria · Serra do Pereiro · Sertão de Crateús · Sertão de Inhamuns · Sertão de Quixeramobim · Sertão de Senador Pompeu · Sobral · Uruburetama · Várzea Alegre